# 진성준
진성준(陳聲準, 1967년 4월 19일~)은 대한민국의 정치인으로, 제19·21·22대 국회의원이다. 소속 정당은 더불어민주당이다.

## 어린 시절
1967년 4월 19일 전북특별자치도 전주시에서 태어났다. 전주풍남초등학교, 전주신흥중학교, 동암고등학교를 졸업한 후 전북대학교 법과대학 법학과에 진학하였으며, 3학년때 법과대학 학생회장, 4학년때 총학생회 부회장이었다. 5·18 광주 민주화 운동과 해방 전후사의 실상을 알게 되면서 대학 시절 1학년때부터 학생운동에 참여하였다. 대학 졸업 후 입대를 하였고 군대 내에서 인권문제를 제기했다가 보안대에게 적발되어 군사 재판에 유죄를 선고받고 3년 6개월 동안 육군 교도소에서 감옥 생활을 하였다.

## 정치 활동
정치인 장영달의 보좌관으로 1995년 3월 정계에 입문하였고, 민주당 전주 완산지구당 정책실 차장을 맡았다. '정세균 체제'와 '손학규 체제'에서 전략기획국장을, '한명숙 체제'에서 전략기획위원장을 맡았다. 한명숙 대표 시절 새정치민주연합 비례대표로 제19대 국회의원이 되면서 대한민국 국회에 입성했다.
원내 대표부의 권유와 보좌관 경력에 의거해 19대 국회에서 국방위원회에서 활동했다. 진성준은 국회의원 장영달의 보좌관으로 6년 동안 생활했고 그 기간에 장영달은 국방위원회에서 활동하고 국방위원장까지 역임한 인물이라 여러 상임위원회 중 국방위원회에 친숙한 점이 있었다.
MBC 프로그램 백분토론에 출연하여 정부의 7·10 부동산 대책에 대해 "다주택자나 법인의 투기 수요를 막고, 실수요자에게 집이 돌아가게 하는 근본적인 정책을 꺼내든 만큼 이제부터는 집값을 잡아갈 수 있는 기본 틀을 마련했다고 보고 있다"고 발언을 하였으나 토론을 마치고 마이크가 꺼지지 않은 상태에서 그래도 부동산 가격은 안떨어진다고 발언하였다. 논란이 커지자 진성준 의원은 "저의 발언은 정부의 대책이 소용없다는 취지가 아니다. '집값 떨어지는 것이 더 문제'라고 주장하면서 정부의 강력한 부동산 대책의 발목을 잡으려는 '집값 하락론자'들의 인식과 주장에 대한 반박"이라고 해명하였다.
22대 총선에서 63,601표를 얻어 득표율 54.84%로 재선되었으며, 2024년 4월 21일 더불어민주당 정책위의장에 임명되었다.

## 학력
- 전주풍남국민학교 졸업
- 전주신흥중학교 졸업
- 동암고등학교 졸업
- 전북대학교 법과대학 법학 학사

## 경력
- 1995년~2000년: 장영달 국회의원 정책보좌관
- 2007년 2월~2007년 8월: 열린우리당 원내대표실 부실장
- 2007년 8월~2009년 9월: 국회사무처 정책연구위원
- 2010년 2월~2012년 4월: 민주당→민주통합당 전략기획국장
- 2012년 4월 11일: 대한민국 제19대 국회의원 선거 당선(비례대표, 민주통합당, 초선)
- 2012년 4월~2012년 11월: 민주통합당 전략기획위원회 위원장
- 2012년 6월~2014년 5월: 민주통합당→민주당→새정치민주연합 기획 담당 원내부대표
- 2012년 9월~2012년 12월: 제18대 대통령 선거 민주통합당 문재인 대통령 후보 중앙선거대책위원회 대변인
- 2014년 5월~2014년 6월: 제6회 전국동시지방선거 새정치민주연합 박원순 서울특별시장 후보 대변인
- 2014년 8월~2015년 12월: 새정치민주연합→더불어민주당 전략기획위원회 위원장
- 2014년 11월~2017년 5월: 새정치민주연합→더불어민주당 서울특별시당 강서구 을 지역위원회 위원장
- 2017년 5월~2018년 6월: 대통령비서실 정무수석실 정무기획비서관
- 2018년 7월~2019년 3월: 서울특별시 정무부시장
- 2019년 6월~: 더불어민주당 서울특별시당 강서구 을 지역위원회 위원장
- 2020년 4월 15일: 대한민국 제21대 국회의원 선거 당선(서울 강서구 을, 더불어민주당, 재선)
- 2020년 5월~2020년 8월: 더불어민주당 전략기획위원장
- 2020년 10월~2022년 10월: 더불어민주당 을지로위원회 위원장
- 2022년 3월~2023년 4월: 더불어민주당 원내수석부대표
- 2024년 4월~2025년 8월: 제12대 더불어민주당 정책위원회 의장
- 2024년 4월 10일: 대한민국 제22대 국회의원 선거 당선(서울 강서구 을, 더불어민주당, 3선)
- 2025년 6월~2025년 8월: 국정기획위원회 부위원장

### 의정 활동
- 2012년 5월 30일~2016년 5월 29일: 제19대 국회의원(비례대표, 민주통합당→민주당→새정치민주연합→더불어민주당, 초선)
  - 2012년 7월~2016년 5월: 제19대 국회 전반기, 후반기 국방위원회 위원
  - 2012년 7월~2014년 5월: 제19대 국회 전반기 국회운영위원회 위원
- 2020년 5월 30일~2024년 5월 29일: 제21대 국회의원(서울 강서구 을, 더불어민주당, 재선)
  - 2020년 6월~2022년 5월: 제21대 국회 전반기 국토교통위원회 위원
  - 2021년 9월~2021년 9월: 제21대 국회 대법관(오경미) 임명동의에 관한 인사청문특별위원회 간사
  - 2022년 7월~2023년 5월: 제21대 국회 후반기 국회운영위원회 간사
  - 2022년 7월~2024년 5월: 제21대 국회 후반기 환경노동위원회 위원
  - 2023년 6월~2024년 5월: 제21대 국회 후반기 예산결산특별위원회 위원
  - 2023년 11월~2023년 12월: 제21대 국회 대법원장(조희대) 임명동의에 관한 인사청문특별위원회 간사
- 2024년 5월 30일~: 제22대 국회의원(서울 강서구 을, 더불어민주당, 3선)
  - 2024년 6월~: 제22대 국회 전반기 기획재정위원회 위원

### 기타 경력
- 전북대학교 기초교양교육원 초빙교수
- 남북경제문화협력재단 이사
- 한국장애인인권포럼 이사
- 민족화해협력범국민협의회 공동집행위원장
- 환경운동연합 지도위원

## 전과
- 국가보안법위반: 징역 3년, 자격정지 3년 - 1991년 2월 12일 선고[9]
- 공익건조물방화, 집회및시위에관한법률위반: 징역 1년 6월 - 1991년 8월 22일 선고, 1995년 8월 15일 특별복권[9]
- 공용물건손상: 벌금 400만원 - 2009년 11월 23일 선고[9]

## 수상
- 2013년 - 경제정의실천시민연합 국정감사 우수의원
- 2013년 - 민주당 국정감사 우수의원
- 2014년 - 새정치민주연합 국정감사 우수의원
- 2014년 - 국정감사 NGO 모니터단 선정 국정감사 우수의원
- 2015년 - 대한민국 상반기 의정 대상 & 대한민국 인물 대상 국회 의정활동 우수국회의원 대상
- 2018년 - 국민일보 공공정책대상 행정부문
- 2020년 - 더불어민주당 국정감사 우수의원

## 역대 선거 결과
|  | 36.45% |

|  | 38.56% |

|  | 56.15% |

|  | 54.84% |

## 소속 정당
| 소속 정당 | 소속 정당      | 소속 기간 | 비고      |
| --------- | -------------- | --------- | --------- |
|           | 민주당         | 1995      | 정계 입문 |
|           | 무소속         | 1995      | 탈당      |
|           | 새정치국민회의 | 1995~2000 | 창당      |
|           | 새천년민주당   | 2000~2003 | 합당      |
|           | 무소속         | 2003      | 탈당      |
|           | 열린우리당     | 2003~2007 | 창당      |
|           | 대통합민주신당 | 2007~2008 | 합당      |
|           | 통합민주당     | 2008      | 합당      |
|           | 민주당         | 2008~2011 | 당명 변경 |
|           | 민주통합당     | 2011~2013 | 합당      |
|           | 민주당         | 2013~2014 | 당명 변경 |
|           | 새정치민주연합 | 2014~2015 | 합당      |
|           | 더불어민주당   | 2015~2017 | 당명 변경 |
|           | 무소속         | 2017~2019 | 탈당      |
|           | 더불어민주당   | 2019~현재 | 복당      |

## 같이 보기
- 대한민국 제19대 국회의원 선거 민주통합당 후보 목록#비례대표
- 강서구 을
- 서울 강서구의 국회의원
- 서울특별시 부시장